# لیگ برتر بسکتبال زنان ایران ۱۳۸۲
لیگ برتر بسکتبال زنان ایران ۱۳۸۲ دومین دوره لیگ برتر (یا سوپر لیگ) بسکتبال زنان ایران و بالاترین سطح مسابقات بسکتبال زنان ایران بود که در نیمه دوم سال ۱۳۸۲ با شرکت ۱۲ تیم آغاز شد. تیم‌های شرکت کننده در این مسابقات عبارت بودند از فولاد مبارکه سپاهان، حجاب تهران،‌ اداره کل ورزش بانوان،‌ فجر سپاه، شرکت نفت تهران، ذوب آهن اصفهان، پگاه گرگان، حجاب قزوین، پیکان تهران، اداره کل دانشگاه آزاد اسلامی و شرکت جندی شاپور. دور رفت این مسابقات در ۱۴ آذر و به میزبانی باشگاه فجر سپاه تهران انجام شد و دور برگشت از ۳ دی به میزبانی باشگاه پیکان تهران آغاز شد.